# Gaglianico

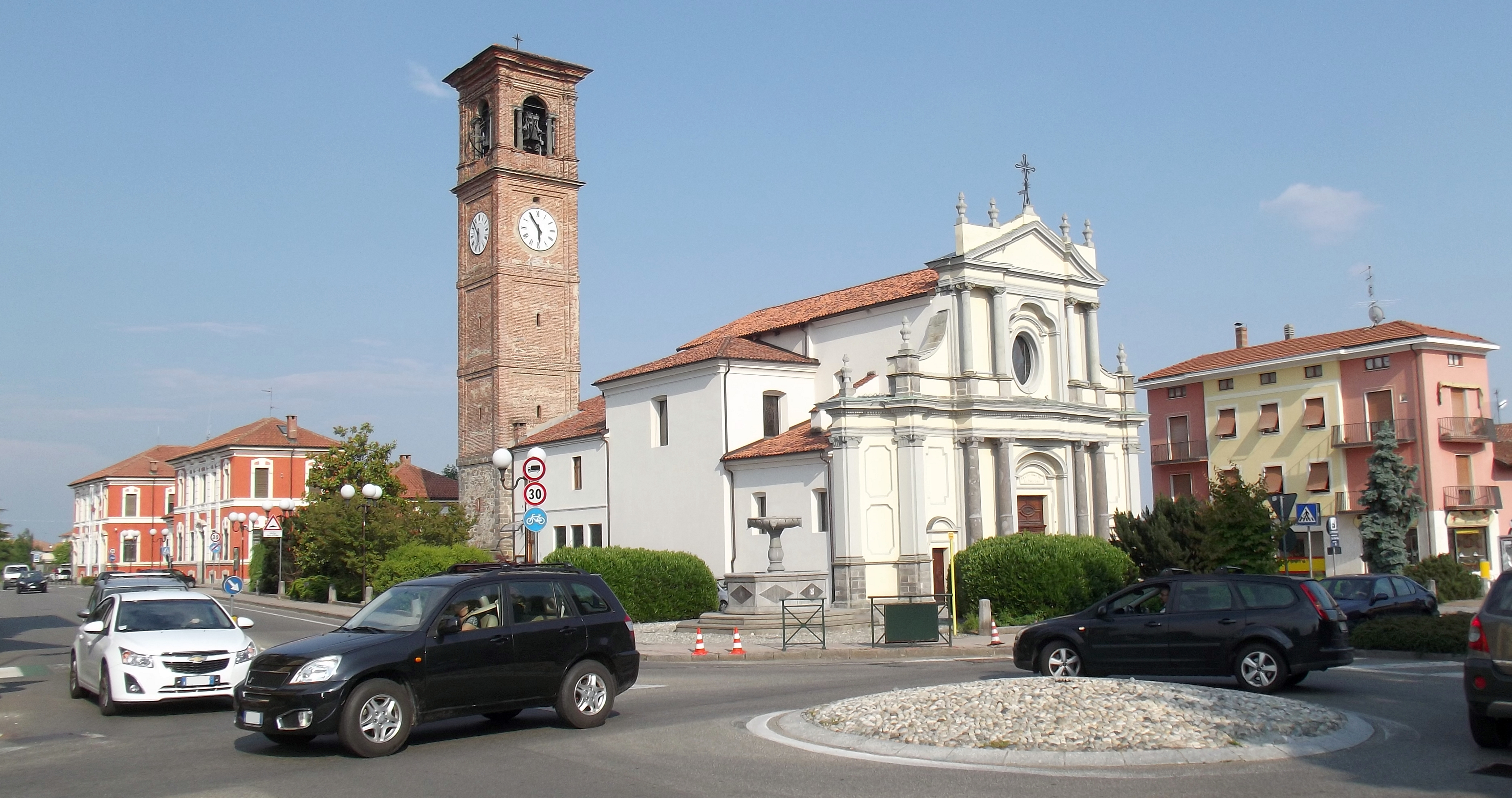
Panorama

Gaglianico ist eine Gemeinde in der italienischen Provinz Biella (BI), Region Piemont.

## Lage und Einwohner
Die Nachbargemeinden sind Biella, Candelo, Ponderano, Sandigliano und Verrone.
Das Gemeindegebiet umfasst eine Fläche von 4 km² und hat 3813 Einwohner (Stand 31. Dezember 2023).

## Persönlichkeit
- Andrea Zanchetta (* 1975), Fußballspieler

## Gemeindepartnerschaften
- Nova Gorica, Slowenien
- Estella-Lizarra, Spanien
- Detta, Rumänien